# Josh Raskin
Josh Raskin é um cineasta canadense. Como reconhecimento, foi nomeado ao Oscar 2008 na categoria de Melhor Animação em Curta-metragem por I Met the Walrus.